# Marian Świechowski
Marian Świechowski (ur. 29 maja 1882 w Kajryszkach, zm. 26 października 1934 w Kownie) – polski działacz narodowy i polityczny, urzędnik, wolnomularz, publicysta, redaktor naczelny „Głosu Wilna”; kierownik Wileńskiego Biura Informacji, działacz Tymczasowego Komitetu Politycznego Ziemi Kowieńskiej, poseł na Sejm Litwy Środkowej i na Sejm Ustawodawczy w II RP

## Życiorys
Studiował na uniwersytecie w Odessie, a następnie naukę kontynuował na Uniwersytecie Jagiellońskim. Walczył w obronie Lwowa, a następnie zamieszkał w Warszawie, gdzie kierował referatem ds. narodowościowych w Komisariacie Generalnym Ziem Wschodnich. 
W 1919 złożył na ręce Naczelnika Państwa memoriał zatytułowany O niezwłoczną interwencję wojsk na Litwie etnograficznej, w którym przekonywał, że strona polska powinna wystąpić zbrojnie dopóki litewski lud nie jest całkowicie obałamucony przez rządy Taryby. Po zajęciu Wilna przez wojska gen. Lucjana Żeligowskiego pracował w kancelarii cywilnej Dowództwa Wojsk Litwy Środkowej. Był posłem do Sejmu Wileńskiego. Należał do klubu PSL Ziemi Wileńskiej. Od 1922 roku był posłem Sejmu Ustawodawczego. Od 1923 przez cztery lata był redaktorem naczelnym Głosu Wilna oraz kierował Wileńskim Biurem Informacyjnym. 
W 1927 związał się zawodowo z Wydziałem Narodowościowym Ministerstwa Spraw Zagranicznych, rok później objął stanowisko kierownika naukowego Instytutu Badań Spraw Narodowościowych. Równocześnie pracował jako referent spraw narodowościowych w Prezydium Rady Ministrów oraz zasiadał w zarządzie Światowego Związku Polaków. Zginął tragicznie w wypadku samochodowym.